# نعناع كبير الأزهار
نعناع كبير الأزهار (الاسم العلمي:Mentha grandiflora) هو نوع من النباتات يتبع جنس النعناع من الفصيلة الشفوية.